# Hammetschwand-Lift
Der Hammetschwand-Lift ist der höchste freistehende Freiluft-Aufzug Europas und steht in der Schweiz. Er verbindet auf dem Bürgenstock den ausgesetzten Felsenweg in luftiger Höhe mit dem Aussichtspunkt Hammetschwand (1114,4 m ü. M.). Der Lift selbst steht auf Gebiet des Kantons Luzern in der Exklave Bürgenstock, wogegen das Plateau des Bürgenstocks zum Kanton Nidwalden gehört. Eine weitere Besonderheit dieses Aufzugs ist, dass er mit einer eidgenössischen Konzession für die regelmässige und gewerbsmässige Personenbeförderung betrieben wird. Er steht als national bedeutend auf der Liste der Kulturgüter in Luzern und der Liste der Kulturgüter in Ennetbürgen.

## Geschichte

Der Hammetschwand-Lift; Vierwaldstättersee; im Hintergrund ist Luzern zu sehen, 1905

Der Nobelkurort Bürgenstock, in bester Aussichtslage auf 874 m ü. M. am Vierwaldstättersee (433,6 m ü. M.), war seit 1872 ein beliebter Ferienort für Wohlhabende. Der Hotelier und Eisenbahnpionier Franz Josef Bucher-Durrer liess zwischen 1897 und 1902 einen attraktiven Spazierweg in den Felsen der steil zum Vierwaldstättersee abfallenden Nordflanke des Bürgenstocks schlagen. Vom Känzeli, wo der Felsenweg endet, wurde zwischen 1903 und 1905 als weitere Attraktion schliesslich ein offener Aussenlift zur Hammetschwand gebaut. Gebaut wurde der 153 Meter hohe Hammetschwand-Lift vom Unternehmen Löhle & Cie. aus Kloten. Bei der Inbetriebnahme 1905 betrug die Fahrzeit knapp 3 Minuten, der Lift erreichte eine Geschwindigkeit von etwa 1 m/s, wobei die Fahrt aufgrund von Spannungsschwankungen äusserst unstetig war. Die 8 Personen fassende Kabine (600 kg Maximallast) bestand aus Holz und war mit Zinkblech beschlagen.
Ein erster tiefgreifender Umbau erfolgte 1936 durch die damals in Luzern ansässige Kommanditaktiengesellschaft Schindler & Cie., zusammen mit dem für den Lift zuständigen technischen Personal des Besitzerhotels. Schindler lieferte für den Lift eine neue, 12 Personen fassende Leichtmetallkabine. Zudem wurden Turm, Führungsschienen und Antrieb verstärkt, um die Fahrgeschwindigkeit auf 2,7 m/s zu erhöhen. Ziel letzterer Massnahme war, den 2,3 m/s schnellen Lift im Berliner Glockenturm zu überflügeln und damit den Titel «schnellster Aufzug Europas» zu behalten.
Die Anlage wurde 1959/1960 ein weiteres Mal saniert, dabei wurde der Turm erneut verstärkt, der Korrosionsschutz erneuert sowie ein moderner Liftantrieb mit sanft geregeltem Beschleunigungsvorgang installiert. Mit diesen Massnahmen konnte zudem die Geschwindigkeit auf beachtliche 4 m/s gesteigert werden. Eine weitere Teilsanierung wurde 1981 vorgenommen.
Nach 85 Betriebsjahren und etwa 4 Millionen Fahrgästen verlangten die Behörden im Jahre 1990 eine Generalsanierung der Anlage oder andernfalls den Betrieb einzustellen. Da die Generalsanierung finanziell die Möglichkeiten des Lifteigentümers überstieg, kontaktierte man auf der Suche nach einer Lösung wiederum Schindler Aufzüge. Da der betriebsfähige Erhalt der markanten Liftanlage auch im Interesse von Schindler lag, einigte man sich auf die Gründung einer neuen, gemeinsamen Betriebsgesellschaft, die auch die Generalsanierung übernehmen würde. Im Juli 1990 konnte die Hammetschwand Lift AG mit Sitz in Ennetbürgen im Handelsregister des Kantons Nidwalden eingetragen und die Sanierung der Anlage an die Hand genommen werden. Im Rahmen der Arbeiten wurde unter anderem erstmals auch die in einer Felskaverne liegende Talstation erweitert. Die neue, dreiseitig verglaste Panoramakabine von Schindler fasst wiederum 12 Personen (900 kg Maximallast) und wurde aufgrund des offenen Gitterturms speziell als witterungsgeschützte Ausführung angefertigt.
Nach Abschluss der Sanierungsarbeiten wurde der Hammetschwand-Lift mit Beginn der Sommersaison im April 1992 wiedereröffnet. Mit der neuen Anlage mit verglaster Kabine wurde die Geschwindigkeit auf 3,15 m/s gesenkt, damit die Aussicht aus der Kabine und die Fahrt an sich mehr in den Mittelpunkt rücken. Kaum wahrnehmbares neues Komfortmerkmal ist zudem die bei grossen Seillängen verwendete, lastabhängige Kabinen-Nachregulierung im Stillstand; der Lift ist seit dem Umbau zudem rollstuhlgängig.

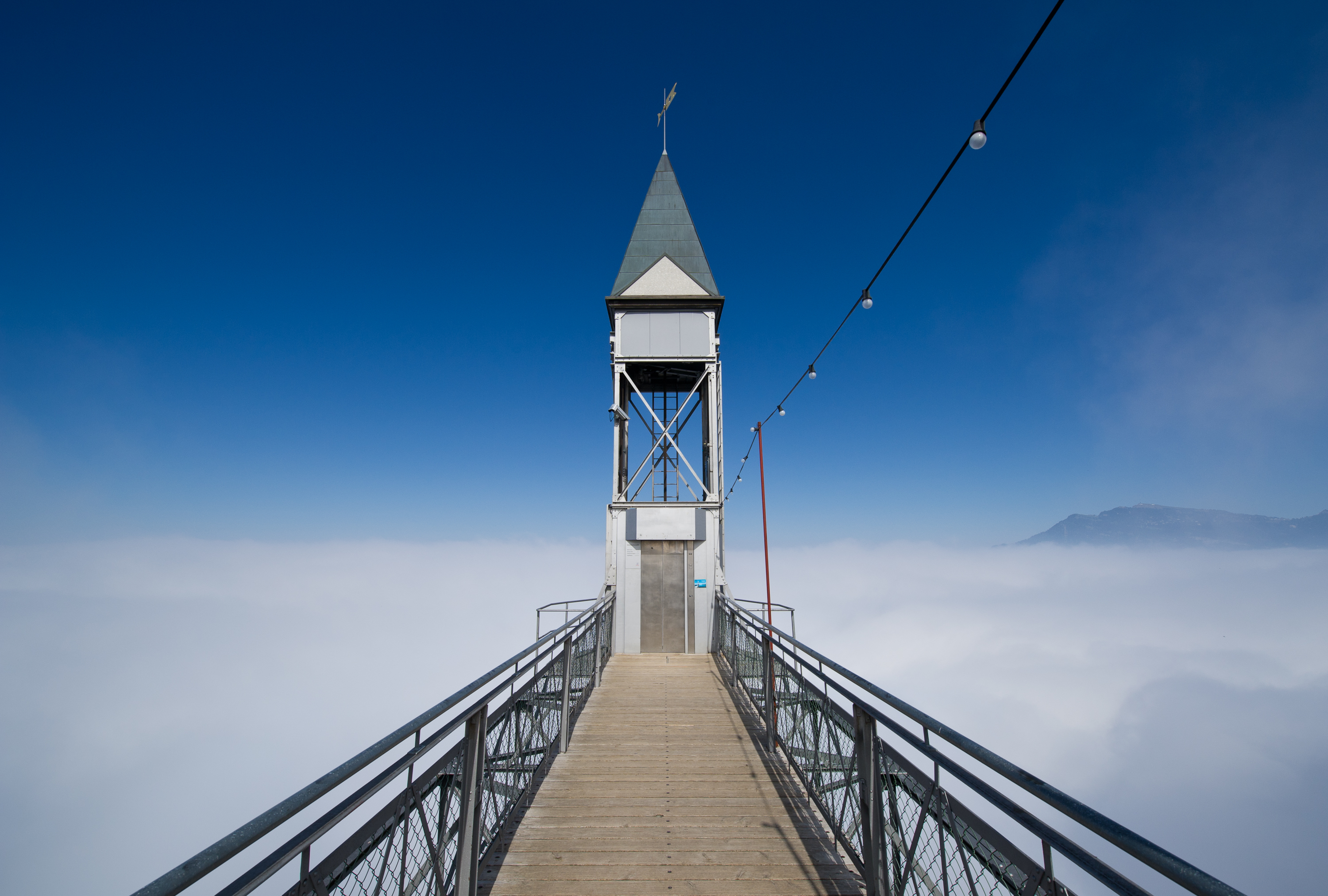
Oberer Zustieg
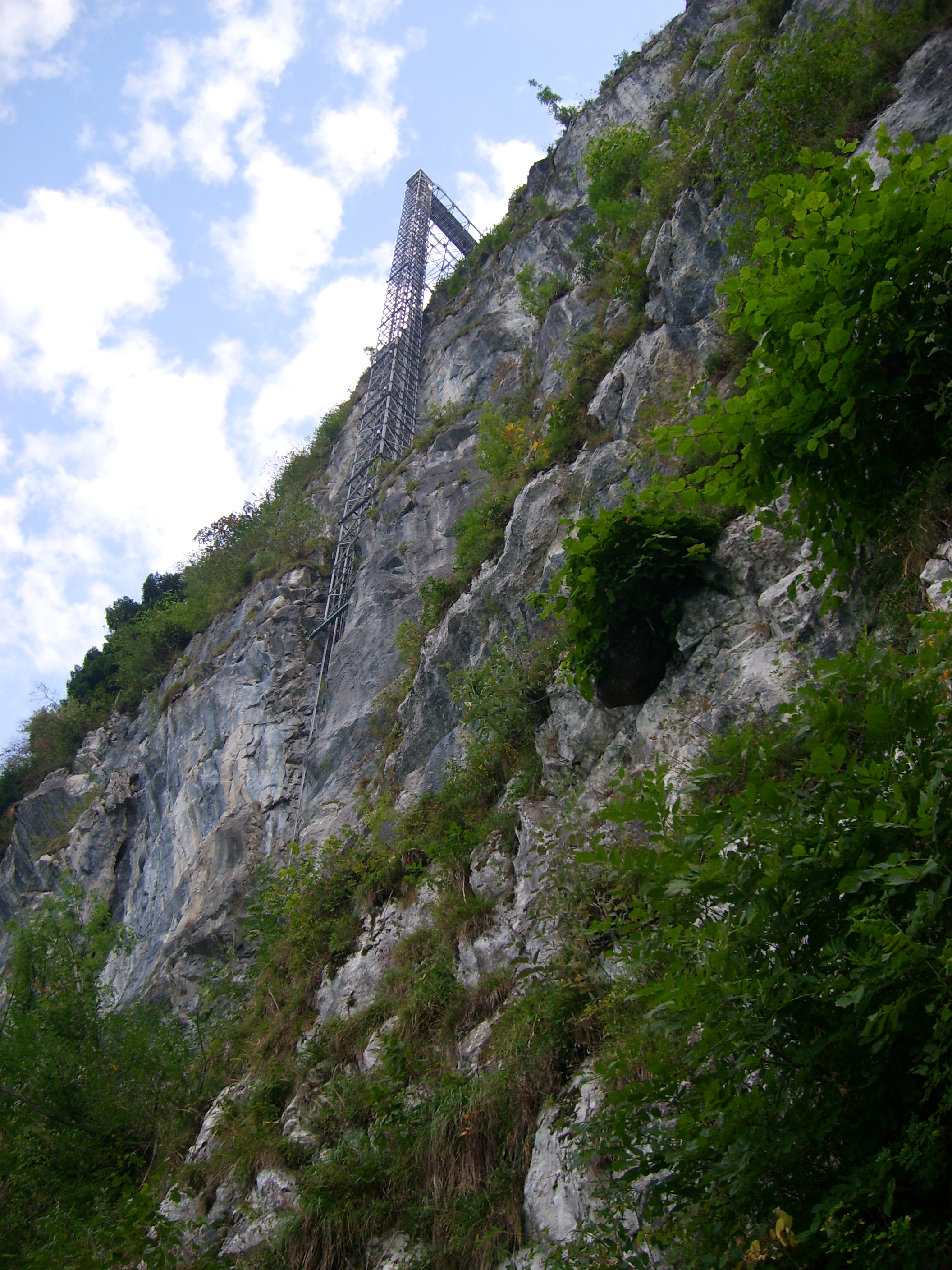
Aufzug vom Felsenweg betrachtet
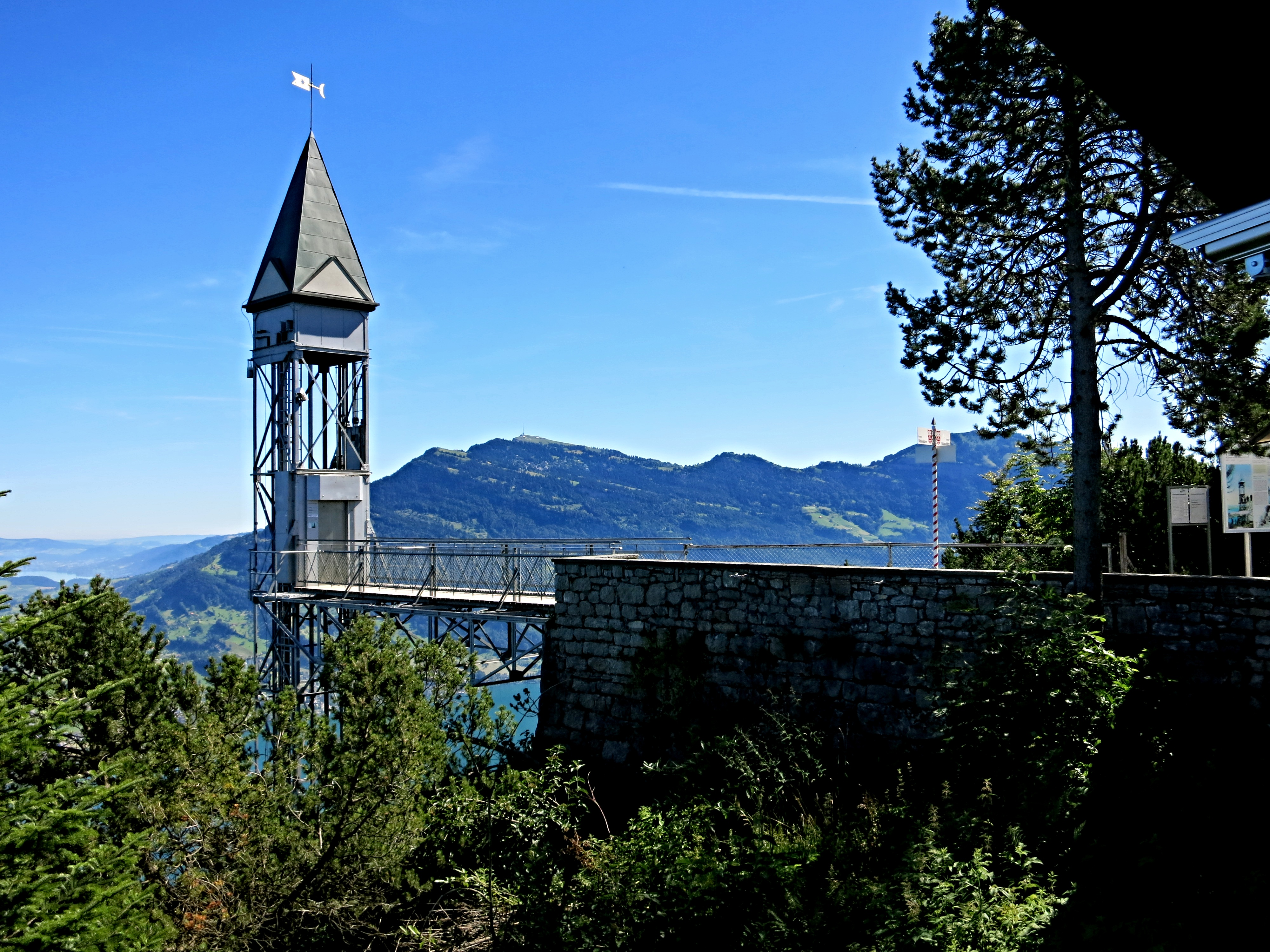
Lift-Eingang oben
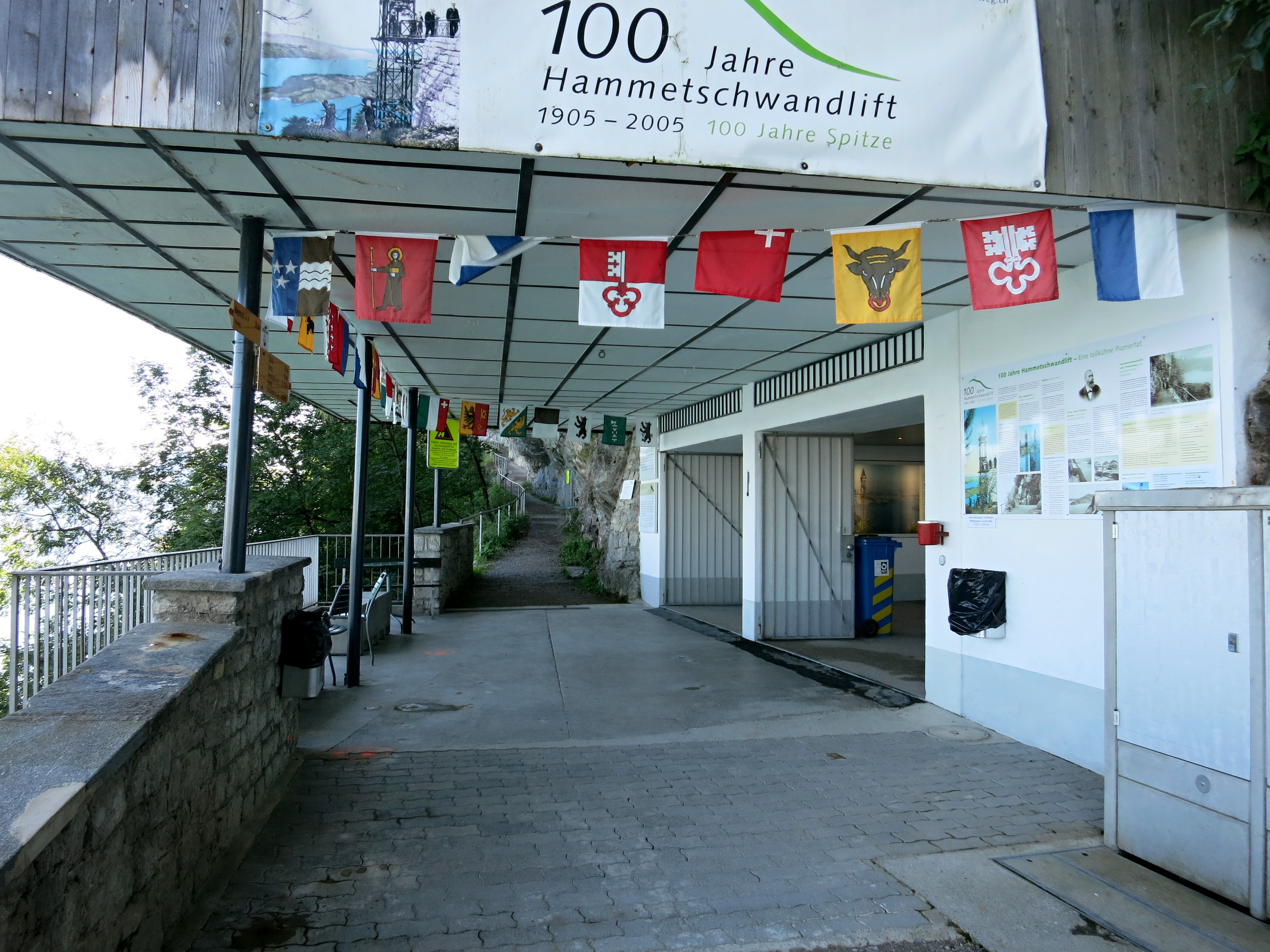
Lift-Eingang unten

## Anlage
Der filigrane, metallene Gitterturm hat eine Grundfläche von 2 × 2 Meter, ist samt Spitze 119 Meter hoch und ist auf einem 45 Meter hohen Felsschacht aufgesetzt. Der Liftzugang, der Maschinenraum und die ersten 14 Meter dieses Schachtes befinden sich vollständig im Innern des Berges, während die folgenden 31 Meter des Felsschachtes gegen vorne den Blick auf den Vierwaldstättersee freigeben. Die Talstation liegt am Felsenweg auf 961,6 m ü. M., die Bergstation auf der Hammetschwand auf 1114,4 m ü. M., dazwischen überwindet der Lift den Höhenunterschied von 152,8 Metern (Betriebslänge), während die Höhe der gesamten Anlage von der Talstation bis zur Turmspitze 164,1 Meter beträgt.
Die ganze Fahrt dauert etwa 50 Sekunden, und danach hat man von der Hammetschwand uneingeschränkte Sicht auf den Vierwaldstättersee, die hier vorherrschenden Voralpen und einen Teil der Alpen. Bei Dämmerung werden 16 am Gitterturm befestigte Lampen eingeschaltet, wodurch die Anlage – bei klarer Sicht – nachts sichtbar ist.

## Konzessionierter Aufzug
Da die Beförderung der Fahrgäste nicht kostenlos erfolgt, ist der Aufzug als öffentliches Verkehrsmittel im Sinne des Bundesgesetzes über die Personenbeförderung klassiert. Mit Verfügung vom 11. November 2009 wurde diese Einstufung bestätigt und die Konzession bis Ende 2034 verlängert. Es gibt in der Schweiz nur noch einen weiteren Aufzug, der mit eidgenössischer Konzession verkehrt, nämlich der Mattelift in der Stadt Bern. Der Fahrpreis (2020) für eine einfache Fahrt beträgt CHF 15.00 und für eine Retourfahrt CHF 18.00. Der Billettverkauf erfolgt durch einen Aufzugführer.

## Trivia
Ein Video mit Luftaufnahmen des Hammetschwand-Lifts erzielte 2018 hohe Aufmerksamkeit in den sozialen Medien und wurde in den ersten drei Wochen 670'000-mal angesehen.